# 麦克斯·埃尔曼
麦克斯·埃尔曼(Max Ehrmann，1872 – 1945)，美国作家、诗人和律师。《我们最需要的》（Desiderata）作于1927年，是他最有名的一首诗歌。